# Kogovšek
Kogovšek je priimek v Sloveniji, ki ga je po podatkih Statističnega urada Republike Slovenije na dan 1. januarja 2010 uporabljalo 842 oseb.

## Znani nosilci priimka
- Alojzij Kogovšek (1909—1984), kipar in slikar
- Bernard Kogovšek, rock kitarist
- Boštjan Kogovšek, novinar, urednik (TV)
- France Kogovšek in sestra Matilda Kogovšek (1900—61), izseljenca v Argentini
- Ivan Kogovšek (1884—1966), župnik, zgodovinar
- Janja Kogovšek (*1951), kemičarka, hidrologinja (krasoslovka)
- Josip (Jožef) Kogovšek (1809—1859), slikar
- Jože Kogovšek (1942—2011), veterinar, univ. prof.
- Neža Kogovšek Šalamon (*1978), pravnica, strokovnjakinja za človekove (migrantske) pravice, direktorica Mirovnega inštituta
- Polona Kogovšek, biologinja
- Ray Kogovsek (Kogovšek) (1941—2017), ameriški politik, podjetnik in slovenski častni konzul
- Sabina Kogovšek (*1981), igralka
- Tina Kogovšek (*1970), sociologinja, družboslovna informatičarka, univ. prof. (FDV)
- Urška Kogovšek, medicina